# Благовест

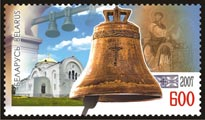
Колокол-благовестник на почтовой марке Белоруссии

Бла́говест (то есть Благая весть) — церковный звон одним большим колоколом (в отличие от перезвона или трезвона), извещающий о начале богослужения. Он совершается так: сначала производится три редких, медленных протяжных удара, а затем следуют мерные удары. Благовест, в свою очередь, делится на два вида: обыкновенный (частый), производимый самым большим колоколом; постный (редкий), производимый меньшим по величине колоколом в седмичные дни Великого поста.
Колокол, в который производят благовест, называется благовестником.